# L'Enfant volé
L'Enfant volé est un roman de l'écrivain britannique Ian McEwan paru originellement en 1987 sous le titre The Child in Time et en français en 15 septembre 1993 aux éditions Gallimard. Il reçoit le prix Costa l'année de sa publication en Angleterre et en France le prix Femina étranger en 1993.